# Austfjorden (Vestland)
Austfjorden es un fiordo en el condado de Vestland,Noruega. El fiordo, de 20 kilómetros de longitud, discurre a lo largo de la frontera entre el municipio de Alver y el de Masfjorden. Comienza en Alver y se extiende hacia el noroeste. El Masfjorden se une al Austfjorden desde el norte, y luego el Austfjorden desemboca en el Fensfjorden antes de llegar al mar abierto cerca de Fedje. El Austfjorden es el brazo más interior del Fensfjorden. El pueblo de Knarrviki y la zona industrial de Mongstad se encuentran en la orilla occidental del Austfjorden. El pueblo de Myking se encuentra en la orilla occidental del fiordo, cerca de la parte más interna del mismo.
En el lado norte del Austfjorden hay varias bahías profundas. La primera de ellas es Mjangersvågen, de 2 kilómetros de longitud, con el pequeño pueblo de Mjanger como cabeza de la bahía. Las dos siguientes son Nordkvingevågen, con una zona portuaria en el pueblo de Nordkvingo, y Sørekvingevågen, con un puerto en el pueblo de Sørkvingo. Entre estos dos se encuentra el cabo Melshovden. Un poco más al sur del fiordo se encuentra la bahía de Kjekallevågen, donde hay una calzada y un puente en la boca de la bahía. En la bahía de Kjekallevågen, el Austefjorden se extiende 6 kilómetros hacia el sureste y el Hidnesfjorden se bifurca hacia el oeste y se dirige hacia el sur durante unos 8 kilómetros. En la cabecera del Hidnesfjorden hay un istmo de tierra de 1,7 km de ancho que separa este fiordo del Osterfjorden, al sur. El pueblo de Ostereidet se encuentra en el istmo.